# 435
Het jaar 435 is het 35e jaar in de 5e eeuw volgens de christelijke jaartelling.

## Gebeurtenissen

### Europa
- Bourgondische opstand van Gundohar: koning Gundohar verbreekt het foederati (bondgenoten) verdrag en valt Gallia Belgica binnen. De Bourgondiërs plunderen Metz en steken de Moezel over.
- Eucherius wordt benoemd tot bisschop van Lyon. Hij bestuurt het bisdom gedurende 14 jaar en correspondeert met Johannes Cassianus en Paulinus van Nola.
- Flavius Aëtius, Romeins generaal (magister militum), leidt een strafexpeditie naar Gallië tegen de Bourgonden en dwingt hen het verdrag met de Romeinen na te leven.
- De Oost-Romeinse keizer Theodosius II sluit met de Hunnen het verdrag van Margus.

### Afrika
- Koning Geiserik sluit een vredesverdrag met keizer Valentinianus III. De Vandalen mogen zich vestigen in Mauretania en een groot deel van Numidië.
- Geiserik stuurt zijn oudste zoon Hunerik als gijzelaar naar Ravenna om als onderpand te dienen voor het verdrag met het West-Romeinse Rijk.

### Mexico
- In Palenque wordt koning K'uk B'alam I door "Casper" opgevolgd. Volgens de Lange Telling wordt in het land het begin van de 9e baktun gevierd.

## Religie
- 3 augustus - Keizer Theodosius II verbant Nestorius, patriarch van Constantinopel, naar een klooster in een van de Westelijke Oases van Egypte.

## Geboren
- Odoaker, eerste "barbaarse" koning van Italië (overleden 493)

## Overleden
- Johannes Cassianus, monnik en woestijnvader
- Philippus van Side, christelijke kerkhistoricus (waarschijnlijke datum)
- Rabbula van Edessa, Syrische bisschop